# الناب الأبيض
الناب الأبيض (بالإنجليزية: White Fang) هي رواية للكاتب الأمريكي جاك لندن (1876 – 1916) – والشخصية الموجودة في العنوان هي كلب ذئب بري. تم نشرها في البداية كمسلسل في مجلة آوتينغ، تم نشرت في عام 1906. وتدور احداث القصة في مقاطعة يوكون في كندا، خلال حمى الذهب في كلوندايك في تسعينات الفرن التاسع عشر وتروي رحلة تدجين الناب الأبيض. تعتبر هذه الرواية مرآة لعمل لندن الشهير الآخر، نداء البرية، والتي تروي قصة كلب أليف يتم اختطافه، فيتتبع غرائز أسلافه البريين لكي يبقى على قيد الحياة وسط الأحراش.
تمت رواية أغلب أجزاء الكتاب من وجهة نظر الناب الأبيض، ما أتاح للندن أن يتكلم عن رؤية الحيوانات للعالم الذي تعيش به وكذلك نظرتها للبشر. يدرس الكتاب العنف داخل عالم الحيوانات البرية وعالم البشر الذي يماثله في العنف. ويستكشف الكتاب أيضا موضوعات معقدة كالأخلاق والفداء.
تم اقتباس الرواية عدة مرات على الشاشة، بما فيها فيلم عام 1991 من بطولة إيثان هوك.

## ملخص الحبكة
تبدأ القصة -قبل مولد الكلب الذئب- بفريق مكون من رجُلين وكلابهما في رحلة لإيصال نعش اللورد ألفريد إلى بلدة نائية يُطلق عليها فورت ماكغوري في المنطقة العليا من إقليم يوكون. يتعقّب قطيع كبير من الذئاب الجائعة الرجلين -بيل وهنري- على مدار عدة أيام. أخيرًا، بعد أن اُكل بيل والكلاب، وجدت أربع فرق أخرى هنري يحاول الهرب من الذئاب. فهربت الذئاب عندما أحست بمجيء مجموعة كبيرة من الناس.
تتابِع القصة قطيع الذئاب الذي سُرقت منه فريسته الأخيرة. وتنتهي مجاعتها أخيرًا عندما تنقضّ على غزال، وتتفرق عن بعضها في النهاية. تتبع القصة الآن ذئبة وشريكها ذو العين الواحدة. تضع الذئبة بطنًا من خمسة جِراء بجوار نهر ماكنزي، ويموت جميعهم بسبب الجوع باستثناء جرو واحد. يُقتل ذو العين الواحدة على يد وشق كندي أثناء محاولته سرقة عرينه والبحث عن الطعام للذئبة وجروها، تكتشف شريكته لاحقًا رفاته بالقرب من العرين. تبقى الذئبة وجروها المتبقي ليدافعا عن أنفسهما. بعد ذلك بوقت قصير، تقتل الذئبة جميع قطط الوشق لإطعام جروها، الأمر الذي يدفع الوشق لتعقّبها، فتندلع معركة شرسة بينهما. في النهاية، تقتل الذئبة الوشق، لكنها تعاني من إصابة شديدة، ثم تلتهم الذئبة جثة الوشق على مدار سبعة أيام بينما تتعافى من إصاباتها.
في أحد الأيام، يصادف الجرو خمسة أشخاص من سكان كندا الأصليين، وتأتي الذئبة لإنقاذه منهم. يتعرّف أحد الرجال، غراي بيڤر، على الذئبة على أنها كلب هجين لأخيه المتوفى أثناء المجاعة، واسمها كيش. مات شقيق غراي بيڤر، ولذلك أخذ كيش وجروها وأسماه الناب الأبيض. كانت حياة الناب الأبيض قاسية في المعسكر الهندي. هاجمته على الفور مجموعة الجراء الموجودة هناك لكونه ذئبًا. أنقذه الهنود، لكن لم تتقبله الجراء أبدًا، واختاره القائد ليب ليب لاضطهاد، ينمو الناب الأبيض ليصبح مقاتلًا وحشيًا قاسيًا متهجّمًا منزويًا مميتًا، «العدو الفريد من نوعه».
في هذا الوقت، يُفصل الناب الأبيض عن والدته، التي بيعت إلى معسكر هندي آخر بواسطة ثري إيغلز. أدرك الناب الأبيض مدى صعوبة الحياة في البرية عندما هرب من المخيم، واكتسب احترام غراي بيڤر عندما أنقذ ابنه مت-ساح من مجموعة أولاد يسعون للانتقام. عند حدوث المجاعة، هرب إلى الغابة ليرى والدته كيش، ولكنها طردته، إذ أصبح لديها الآن بطن جديد من الجِراء. يواجه ليب ليب، يحاربه ويقتله قبل العودة إلى المخيم.
عندما بلغ عمر الناب الأبيض خمس سنوات، نُقل إلى فورت يوكون، لكي يتمكن غراي بيڤر من المتاجرة مع صيادي الذهب. هناك، عندما كان غراي بيڤر في حالة سكر، اشتُري الناب الأبيض بواسطة مقاتل كلاب شرير يدعى بيوتي سميث. تغلب الناب الأبيض على جميع المنافسين المحرّضين ضده، بما في ذلك العديد من الذئاب والوشق، إلى أن أُحضر كلب البلدغ شيروكي لقتاله. استحكم شيروكي في القتال عندما أمسك بجلد الناب الأبيض وفرائه وعنقه وبدأ في خنقه. كاد الناب الأبيض أن يختنق، لكنه أُنقذ عندما أوقف القتال صياد الذهب الغني، ويدون سكوت، واشترى الناب الأبيض بقوة من بيوتي سميث.
حاول سكوت ترويض الناب الأبيض، وبعد جهد جهيد وصبر طويل، نجح في ذلك. عندما حاول سكوت العودة إلى كاليفورنيا بمفرده، تبعه الناب الأبيض، وقرر سكوت أن يأخذ الكلب معه إلى المنزل. في ساييرا ڤيستا، كان على الناب الأبيض أن يتكيف مع قوانين المقاطعة. في نهاية الكتاب، يحاول أحد المُدانين الهاربين -جيم هول- قتل والد سكوت، القاضي سكوت، لأنه حكم عليه بالسجن لارتكابه جريمة لم يرتكبها، دون أن يعلم أن هول كان «مُنساقًا». كاد أن يُقتل الناب الأبيض عند قتله لهول، لكنه بقي على قيد الحياة. ونتيجة لذلك، سمّته نساء مقاطعة سكوت «الذئب». تنتهي القصة باسترخاء الناب الأبيض تحت أشعة الشمس مع الجراء التي أنجبها من كلبة القطيع كولي.

## روابط خارجية
- الناب الأبيض على موقع الموسوعة البريطانية (الإنجليزية)